# Märchenfilm
Märchenfilme sind Filme, die von magischen Abenteuern märchenhafter Figuren wie sagenhafter Prinzen und Prinzessinnen, Feen, Zauberern, Zwergen, Hexen, Drachen, Trollen, Riesen, Kobolden, Nixen oder Wassermännern handeln. Wichtig sind auch zauberische Gegenstände wie Siebenmeilenstiefel, Tarnkappe, Zauberspiegel, Zaubernüsse, Tischlein deck dich und Wünschelruten. Märchenfilme changieren zwischen Kinderfilm, Literaturfilm und Fantasyfilm.

## Genrebegriff Märchenfilm
Gattungstypologisch lässt sich der Märchenfilm vom Fantasyfilm, Science-Fiction-Film und phantastischen Film inhaltlich abgrenzen durch die Ableitung aus dem literarischen Gattungsbegriff des Märchenhaften und des Phantastischen, über das Verhältnis von realer Welt und Wunder. Das Märchen ist ein Reich des Wunderbaren, das eine Zugabe zu unserer Alltagswelt ist, ohne sie zu berühren oder ihren Zusammenhang zu zerstören. Das Phantastische dagegen offenbart ein Ärgernis, einen Riss, einen befremdenden, fast unerträglichen Einbruch in die wirkliche Welt. „Der fantastische Film/Fantasyfilm geht von einem ursprünglichen Realismus aus, der verletzt wird, wenn das Monster auftaucht oder die Toten zum Leben erwachen oder der Reisende mit der Zeitmaschine eine andere Welt betritt.“ „[Das Märchenwunder hingegen] fügt sich harmonisch in eine Welt, in der die Kausalgesetze von vornherein außer Kraft gesetzt wurden.“ Das Wunder geschieht ganz selbstverständlich und spielerisch, wohingegen sich das Phantastische [des Fantasy/Science Fiction-Films] als fiktionaler Entwurf eines real Möglichen oft in einem „Klima des Grauens“ vollzieht.
Der Märchenfilm ist eines der ältesten Filmgenres überhaupt. Obwohl die Übergänge fließend sind und Märchenfilme als Literaturverfilmungen klassischer Märchen, Sagen und Legenden hier durchaus auch motivverwandt sein können, wird der Fantasyfilm vom Märchenfilm unterschieden insofern dieser Fantasyliteratur verfilmt und der Fantasyfilm auch eine größere Nähe zum Actionfilm entwickelt hat. Als Kunstfilm hat der Märchenfilm eine enge Verbindung zur Märchenillustration und zur Märchenoper. Erforscht wird der Märchenfilm durch Filmtheorie und Märchenforschung.

## Verfilmter Märchenstoff
Das Märchen als literarische Vorlage für einen Film weist einige Besonderheiten auf. Märchenstoffe haben eine eigentümliche Plastizität, Umformbarkeit: Der im Aarne-Thompson-Uther-Index verzeichnete Typus eines Märchens wird zumeist in sehr vielen Sprachen oft mit leichten Abweichungen erzählt. In dieses neue Erzählen eines Märchenstoffs reiht sich zumeist auch der Film ein, indem er oft mehrere Erzählweisen eines Märchentypus verbindet und die Märchenmotive im Sinne einer filmischen Handlung neu deutet und damit eine weitere Variante der Märchenerzählung im Film formuliert. Darin zeigt der Märchenfilm eine Besonderheit gegenüber dem Literaturfilm.
Allerdings gibt es auch Märchenverfilmungen nach Kunstmärchen, die wie der Literaturfilm an einer unmittelbaren filmischen Übertragung einer einzigen literarischen Vorlage interessiert sind -verfilmte Kunstmärchen stammen vorwiegend von Hans Christian Andersen, Henrik Hertz, Wilhelm Hauff, Maurice Maeterlinck, Jan Drda, Josef Lada, Richard Volkmann-Leander, Alexander Sergejewitsch Puschkin, Nikolai Wassiljewitsch Gogol, Charles Dickens, Washington Irving, und Astrid Lindgren.
Dennoch sind in Bezug auf die variantenreichen Motive die Märchen der Brüder Grimm auch international kanonisch und bilden in vielen Märchenfilmen eine wichtige Folie, die z. T. für sich steht, z. T. aber auch mit analogen Motiven von Charles Perrault, Gabrielle-Suzanne de Villeneuve, Jeanne-Marie Leprince de Beaumont, Charles Deulin, Italo Calvino, Božena Němcová, Karel Jaromír Erben, Joseph Jacobs, Robert Southey, Peter Christen Asbjørnsen, Alexander Nikolajewitsch Afanassjew u. a. Märchenerzählern verbunden wird. Überdies beziehen einige Märchenfilme ihre Motive aus der arabischen Märchensammlung von Tausendundeine Nacht.

## Geschichte des Märchenfilms

### Märchen als Stummfilm
Märchen waren bereits seit der Frühzeit des Stummfilms beliebte Sujets; bereits 1906 gab es eine deutsche Verfilmung von Frau Holle. Weitere frühe Märchen-Verfilmungen sind aus Frankreich von Georges Méliès zum Beispiel Les Aventures de baron de Munchhausen aus dem Jahr 1911 sowie mehrere Filme des amerikanischen Regisseurs James Searle Dawley (unter anderem Snow White, 1916). Paul Wegener verfilmte 1916 die Sage vom Rübezahl in Rübezahls Hochzeit – 1918 drehte Wegener den Märchenstummfilm Der Rattenfänger. Eine reich ausgestattete Szenerie bot Paul Lenis Dornröschen-Film von 1917/18 – sowohl Wegener als auch Leni haben hier Pionierleistungen expressiver Märchenverfilmung vollbracht.
In orientalischem Zauber bewegt sich Ernst Lubitschs Märchenfilm Sumurun von 1921 mit Pola Negri in der Hauptrolle nach der Geschichte vom Buckligen aus Tausendundeiner Nacht. Ludwig Berger, der auch theoretische Überlegungen zum Märchenfilm anstellte schuf 1923 mit Der verlorene Schuh in einer Ästhetik schwebender Bilder eine Aschenputtelversion.
Zu einer dynamischen Abenteurerversion wird 1924 im US-amerikanischen Stummfilm Scheherazades Märchen in Douglas Fairbanks’ Darstellung von Der Dieb von Bagdad. Eine Vollendung erreichte der Märchenstummfilm 1928 mit Jean Renoirs Das kleine Mädchen mit den Schwefelhölzern, der für den Märchenfilm neue künstlerische Maßstäbe setzte.

### Schlüsselwerke des Märchenfilms
Obwohl der Märchenfilm seit den 1930er Jahren sowohl die Techniken des Farbfilms als auch die des Tonfilms eroberte, wurde das entscheidende, bis heute klassisch verbindliche Werk des Märchenfilms ein Tonfilm in Schwarz-Weiß: Jean Cocteaus Film La Belle et la Bête von 1947. Dieser französische Märchenfilm, der das Wunderbare mit dem Wirklichen in einer bis dahin nie gesehenen Weise verband, hatte auch gerade durch seine Schwarz-Weiß-Technik die Wirkung lebendig gewordener Träume in der Art der Märchenbilder von Gustave Doré.
Zeitnah entstanden unter anderem in der Tschechoslowakei der Schwarz-Weiß-Film nach dem Drosselbartmärchen Die stolze Prinzessin von 1952 und in der Sowjetunion schon 1939 ebenfalls schwarz-weiß Die schöne Wassilissa. Diese Filme hatten besonders in ihren Ländern die Wirkung einer Initiation.
Russische Klassiker in Farbe sind Die steinerne Blume, bereits von 1946 und von 1976 Die traurige Nixe und Die Prinzessin auf der Erbse. Die Phantastik und die künstlerische Aussagekraft von Cocteaus La Belle et la Bête mit Spiegeln und Schattenbildern stand 1947 jedoch zunächst singulär da.
Der innovativen Wirkung dieses Films kann in der Geschichte des mit Schauspielern agierenden Märchenfilms erst der tschechoslowakisch-deutsche Farbfilm-Klassiker Drei Haselnüsse für Aschenbrödel alias Tri orisky pro popelku von 1973 verglichen werden. Der Name eines Kultfilms reicht kaum hin die internationale Wirkung von Drei Haselnüsse für Aschenbrödel zu beschreiben. Oft waren die Märchenfarbfilme bis dahin Studioproduktionen mit einer Perspektive auf Märchen, die zwar zuweilen anmutig, aber oft auch bedauerlich naiv war. Ausnahmen gab es allerdings auch: zum Beispiel die eindrückliche Hauffverfilmung Das kalte Herz von 1950 oder Rotkäppchen von 1962, der verspielt-eigenwillige, einzige Film des Opernregisseurs Götz Friedrich.
Auch wenn es weiterhin international eine Tradition von Studioproduktionen mit märchenhaft verfremdenden Kulissen gab: seit der Erfahrung von Drei Haselnüsse für Aschenbrödel wurde es für den Film immer mehr verbindlich, das Märchengeheimnis mit freien Naturbildern zu verbinden, die psychologische Märchensituation erklärlich in die Filmhandlung zu übertragen und die Ausstattung als Kunstwerk zu betrachten.
Dies hatte nicht nur eine unvergleichliche Blüte des tschechischen und slowakischen Märchenfilms zur Folge, sondern führte auch international zu italienisch-tschechischen, französisch-tschechischen, spanisch-tschechischen, sowjetisch-tschechischen, US-amerikanisch-tschechischen und damals „hüben wie drüben“ zu deutsch-tschechischen Koproduktionen, die herausragende Märchenfilme hervorgebracht haben: Beispiele solcher Kooperationen sind unter ostdeutscher Beteiligung zum Beispiel diese Kunstfilme: Wie man Dornröschen wachküßt von 1977 oder Die Geschichte von der Gänseprinzessin und ihrem treuen Pferd Falada von 1988 (In Letzterem agieren zumindest in den Hauptrollen tschechische Märchendarsteller); des Weiteren Frau Holle von 1985 (eine westdeutsch-tschechische Produktion); des Weiteren entsteht 1991 unter Mitwirkung Deutschlands Der Froschkönig; des Weiteren unter Mitwirkung Frankreichs Aschenputtel von 1989 und Dornröschen von 1990, unter Mitwirkung Spaniens Der Teufel und seine zwei Töchter von 1989; unter der Mitwirkung Italiens beispielsweise Der Reisekamerad von 1990; unter sowjetischer Mitwirkung Das Märchen vom Däumling von 1986 und auch der märchennahe US-amerikanische Film A Knight’s Tale also Ritter aus Leidenschaft von 2001 wurde teilweise in den tschechischen Filmstudios Barrandov fertiggestellt.
Natürlich fiel auch in der Tschechoslowakei Drei Haselnüsse für Aschenbrödel nicht gänzlich vom Himmel: Der Film stand vielmehr bereits in einer Tradition des Märchenfilms als Kunstfilm: Beispiele sind das Drachenmärchen Prinz Bajaja von 1972 oder der expressionistische Experimentalfilm von 1963 zu dem Märchen Die drei goldenen Haare von Großvater Allwissend alias Tři zlaté vlasy děda Vševěda des Regisseurs Jan Valášek.
Wichtig für die Konzeption von Drei Haselnüsse für Aschenbrödel erschließen zuvor auch zwei Märchenfilme aus Frankreich und Rumänien die Bildwelt des Symbolismus im verfilmten Märchengeheimnis: Le petit Poucet aus Frankreich von 1972 und Das Schloss hinter dem Regenbogen nach Ion Creangă aus Rumänien von 1968. Die Klassiker La Belle et la Bête und Drei Haselnüsse für Aschenbrödel wurden schließlich zum Maßstab in Märchenfilm-Produktionen auch außerhalb der tschechischen und slowakischen Produktionen und Koproduktionen und schärfen bis in die Gegenwart das Bewusstsein für die künstlerischen Ausdrucksmöglichkeiten des Märchenfilms: Die DDR-Produktionen Rapunzel oder Der Zauber der Tränen von 1988 oder Jorinde und Joringel von 1986 zeigten tschechische Naturmystik erweitert um mythische Momente im Sinne von Johann Jakob Bachofen verbunden mit sensiblen Bildnähen zu La Belle et la Bête.
Das stimmige englische Märchenmusical The Slipper and the Rose von 1977 aus Großbritannien nach Charles Perraults Cendrillon hat nicht nur nach dem Aarne-Thompson-Index eine Verwandtschaft zum Aschenbrödel- Film; obwohl sich das Musical an der barocken Ästhetik Anthonis van Dycks orientiert und sich auch dadurch vom Renaissance-Stil Aschenbrödels unterscheidet gibt es Gemeinsames: Das rosafarbene Zaubercape, Schneebilder, Treppenansichten, schellende Glöckchen u. a. Auch eng verwoben mit der Aschenbrödel-Erfahrung sind die russische Märchenfilme wie Das Zauberbildnis von 1997 oder Schneewittchen und die sieben Zwerge von 1998; In der gleichen Linie ist auch zu denken an einige deutsche Verfilmungen aus der ARD-Reihe Sechs auf einen Streich: Die preisgekrönten Filme Schneewittchen von 2009, Rumpelstilzchen von 2009, Das blaue Licht von 2010 und – mit wunderbaren Aspekten des Komischen – auch Das tapfere Schneiderlein von 2008 und Die kluge Bauerntochter von 2009; einen glänzenden Höhepunkt erreicht diese Reihe auch in Des Kaisers neue Kleider in der Kulisse von Schloss Charlottenburg und Sanssouci.
Eine weitere Märchendimension erreicht die ARD-Reihe 2011 mit Die Sterntaler: Hier wird ähnlich wie in Drei Haselnüsse für Aschenbrödel die überhistorische Frage nach Gerechtigkeit beeindruckend gestellt und märchenhaft überzeugend beantwortet; die Filmbilder von Die Sterntaler rufen Bilder von Lucas Cranach dem Älteren in Erinnerung; mit der Verfilmung von Allerleirauh von 2012 gelingt der ARD-Reihe die erschütternde und dennoch immer märchenhafte Darstellung des Allerleirauhthemas mit Tabu, Trauma und märchenhafter Befreiung in einer dürernahen Ästhetik, wobei insbesondere Allerleirauhs kosmischen Kleidern der Rang von märchenhaften Bildwerken zukommt; die ARD-Märchen ergänzt aus Deutschland die Reihe Märchenperlen u. a. die naturmagische Hänsel und Gretel-Verfilmung des ZDF von 2006 oder die detailverliebte, mit Bildern holländischer Früchtestillleben inszenierte Verfilmung von Zwerg Nase von 2008 des Bayerischen Rundfunks (BR).
Mit Der Eisenhans von 2011 zeigt die ZDF-Reihe in geheimnisvollen Licht durchfluteten Waldszenen den Märchenmythos vom Waldmensch und das Prinzenglück vom Gärtnerjungen höchst lebendig, wobei Gold- und Sonnensymbolik des Märchens sensibel in den Landschaftsbildern angedeutet bleiben. Auch der norwegische Märchenfilm Der Eisbärkönig von 1991 bewegt sich in der tschechischen Naturbildtradition z. B. Fackeln im Schnee, während z. B. der finnische Märchenfilm Die Schneekönigin von 1986 die Natur regenbogenfarbig überhöht und mit seinen surrealen Bildern wieder Jean Cocteaus Märchen in Erinnerung ruft zugleich aber auch eine neue Musikvideoästhetik mit dem Märchenfilm verbindet.
Das holländische Mariken -Märchen von 2000 hat viel von der Spontanität erfasst, die das tschechische Aschenbrödel Libuše Šafránková in allen Rollen verkörpert – Diese Lebendigkeit zeigt Libuše Šafránková sogar in der traurigen Rolle der Nixenrivalin in dem tschechischen Klassiker Die kleine Meerjungfrau von 1976.
In der Tschechoslowakei – und damit nunmehr in Tschechien und in der Slowakei – sind die Märchenfilme von Aschenbrödelregisseur Václav Vorlíček neben jenen von Juraj Herz und Ludvík Ráža zu besonders reicher Blüte gelangt. Ein Beispiel hierfür ist Ludvík Rážas Film von 1993 Die sieben Raben mit Mária Podhradská, die sich als Märchenschönheit gleichrangig an die Seite von Josette Day und Libuše Šafránková stellt. Das Märchen von der Suche nach der entschwundenen Prinzessin fand eine vorbildliche Form im tschechischen Märchenfilms in Der Furchtlose von 1989, das Märchen von der Zwillingsverwechslung thematisiert Der dritte Prinz von 1982; im gleichen Jahr entstand nach dem Salzmärchen Der Salzprinz – das Märchen vom Fliegen verfilmte 1987 Die Prinzessin und der fliegende Schuster. Unter den vielen Klassikern des tschechischen Märchenfilms muss noch die ungewöhnliche Verfilmung König Drosselbart von 1984 erwähnt werden, wo verschiedene theatralische Wirklichkeitsebenen aufeinandertreffen – eine Technik, die wiederum Jean Cocteaus Märchenbild in seiner besonderen Reflexionstechnik lebendig hält.
Die von 2005 bis 2011 gedrehten und bis 2012 projektierten deutschen Märchenfilme haben nicht nur offensichtlich künftige Klassiker des Genres hervorgebracht, sondern in einigen dieser Filme ist auch ein neues Märchenfilmgespür für burleske Märchenkomik spürbar. Diese Fähigkeit des Märchenwitzes in Deutschland geht zweifellos auch zurück auf die überzeugende Märchen-Comedy zu Schneewittchen 7 Zwerge – Männer allein im Wald von 2004 und 7 Zwerge – Der Wald ist nicht genug von 2006. Der tschechische Märchenfilm hat seit der Jahrtausendwende eine Tendenz zum Universellen: Himmel und Hölle, Wassermänner und verwirrte Teufelchen und vor allem urkomische und gleichzeitig nicht ungefährliche „böhmische Räuber“ sind einige der neuen tschechischen Lieblingsmotive des Märchenfilms: Beispiele hierfür sind Teuflisches Glück von 1999/2000, Die Regenbogenfee von 2001, Das bezauberndste Rätsel von 2008 und Hölle mit Prinzessin von 2009.
Subtile Tricktechnik mit vielen Hintergrundsvarianten steht im Dienst des Märchenwunders in dem 2010 gedrehten dänischen Märchenfilm Die wilden Schwäne mit märchenhaften Vogelflügen über Meer. Der amerikanische Märchenfilm Jack im Reich der Riesen von 2010 zeigt eine vielversprechende Ästhetik nach Märchenillustrationen von Arthur Rackham.

### Animierter Märchenfilm
1911 stellt Winsor McCay seine märchennahen Comicfiguren aus Little Nemos vielseitigen umfangreichen Schlummerlandwundern als lebendig bewegte Gestalten in einen siebenminütigen, 35 mm – Animationsfilm in minutiös selbst gezeichneten Bewegungsabläufen vor: Hier pflückt Nemo seiner Angebeteten, einer vitalen und eigenwilligen Belle-Époche-Schönheit, der erträumten Traumprinzessin eine Rose.
Die gezeichneten Fantasiefiguren des Little-Nemo-Films sind handcoloriert. Die belebte und bewegte Zeichnung schafft hier bereits einen frühen visuellen Zauber trickfilmtechnischer Möglichkeiten und McCay experimentierte auch in den 1920er Jahren weiter mit verschiedenen Animationen. Seine Technik gelangte aber erst nach McCays frühem Tod zur publikumswirksamen Reife. Walt Disney produzierte 1937 mit Schneewittchen und die sieben Zwerge einen Welterfolg des animierten Märchenfilms.
1950 folgte Disneys Cinderella, 1959 Dornröschen untermalt von Pjotr Iljitsch Tschaikowskis Dornröschenballett. Auch nach dem Tod Walt Disneys 1966 wurden diese international berühmten, in Zeichnung und bunter Kolorierung emotional stark forcierten Disney-Zeichentrickmärchen fortgesetzt: 1989 in sehr freier Umgestaltung von Andersens Kleiner Meerjungfrau Arielle, die Meerjungfrau, 1991 Die Schöne und das Biest, 1992 Aladdin 2009 Küss den Frosch und 2010 Rapunzel – Neu verföhnt.
Alle diese Disney-Märchen erschienen in der Disney-Produktionsreihe „Masterworks“. Walt Disney experimentierte 1964 selbst auch schon mit der Animations-Mischtechnik zum Beispiel in Mary Poppins, die märchennahe Effekte durch das Einbrechen von Komikbildern in den Realfilm hervorrief.
Die optischen Möglichkeiten des Märchen-Trickfilms sind jedoch mit diesen Bilderwelten nicht erschöpft: Lange vor Disneys Schneewittchenparadigma, bereits in den 1920ern erfand Lotte Reiniger für den Märchenfilm eine Trickfilmtechnik in Silhouetten- und Scherenschnittmanier: So entstanden flächige, die Symbolkraft des Märchens interessant untermalende Märchenanimationen in Schwarz-Weiß: zum Beispiel 1922 Dornröschen und Aschenputtel oder 1926 Reinigers berühmte Märchenverfilmung Die Abenteuer des Prinzen Achmed. Iwan Iwanow-Wano schuf seit den 1950ern in der Sowjetunion zahlreiche weich gezeichnete Märchentrickfilme, zum Beispiel 1956 Die zwölf Monate oder Zar Saltan und die Wunderinsel von 1984. Michail Michailowitsch Zechanowski erdachte die dynamischen Bilder zu dem Trickfilm Die wilden Schwäne (UdSSR 1962).
Auf bildliche Qualitäten von Farbdruck und Holzschnitt bezieht sich 1977 der tschechische Regisseur Karel Zeman in seinem ausdrucksstarken Trickfilmmärchen Krabat. Auch in Japan gibt es eine lange Animationsmärchenfilmtradition, zum Beispiel Chihiros Reise ins Zauberland von 2001. Die englische Trickfilmkünstlerin Ruth Lingford hat 1988 in dem zehnminütigen Film Death and the Mother mit expressionistischen und afrikanischen Holzschnittformen und schwarzem Liniengewebe Andersens unheimlichem Märchen Die Geschichte einer Mutter ein ausdrucksstarkes und abgründiges Trickfilmleben eingehaucht.
In der Fernsehserie Janoschs Traumstunde entsteht 1990 in der zweiten Folge der zweiten Staffel eine beachtliche Trickfilmversion in höchst individualistisch gemalten Bildern zu Der Froschkönig – Janoschs Froschkönig verbildlicht die Erlösung eines hässlichen Mädchens, das glücklich ihre ersehnte Froschgestalt durch einen Froschprinzen wiedererlangt. In Amerika ist nach Jim Hensons Puppenfilm Der dunkle Kristall von 1982 gegenwärtig vor allem Tim Burton für animierte Puppenmärchenfilme bekannt, z. B. Nightmare Before Christmas von 1993 oder auch das schauerromantische Märchen Corpse Bride – Hochzeit mit einer Leiche von 2005; bereits 1982 entstand ein Animationsfilm von Tim Burton nach Grimms Märchen Hänsel und Gretel. Im Übrigen fallen auch viele Personenspielfilme dieses Regisseurs in die Märchenfilmkategorie.

## Der deutsche Märchenfilm

### Märchenfilm in der Kaiserzeit (1895 bis 1918)
Bereits in den Anfangsjahren der deutschen Kinematografie gehörten Märchen und Sagen zu beliebten Themen. Die stummen Märchenfilme wurden für ein breites Publikum produziert. 1907 lassen sich die ersten deutschen Grimm-Verfilmungen nachweisen.
Andere Stummfilme bezogen sich in Hinblick auf Stoff- und Themenwahl auf verschiedene populäre und volksliterarische Vorlagen. Das zeigten besonders Adaptionen von Paul Wegener, wie Rübezahls Hochzeit (1916) und Der Rattenfänger (1918), deren Hauptfiguren bekannte Sagengestalten waren. Geeignete Drehorte fand Wegener im Riesengebirge oder in kleinen mittelalterlichen Städten am Rhein. 1917 wurde sein Stummfilm Hans Trutz im Schlaraffenland uraufgeführt, der sich auf ein Gedicht von Hans Sachs stützte. Wegener, der als Drehbuchautor wie Regisseur, als Tricktechniker wie Hauptdarsteller wirkte, gilt heute als „Visionär deutscher Filmphantastik“.
Paul Leni, der auf seine Erfahrung als Bühnenbildner im Theater zurückgreifen konnte, übernahm in Dornröschen (1917) erstmals die Regie. Die Brüder-Grimm-Adaption wurde in der damaligen Kinopresse besonders wegen ihrer Ausstattung gelobt, aber auch für einen geschickten Wechsel zwischen Humor und Ernsthaftigkeit. Die Verse für die Zwischentitel verfasste Rudolf Presber.

### Märchenfilm in der Weimarer Republik (1919 bis 1933)
In der zweiten Hälfte der deutschen Stummfilmära orientierten sich die Drehbücher inhaltlich weiter an Märchenvorlagen der deutschen Romantik, gestalterisch wurde die Bildersprache des sogenannten Expressionismus bedient. Anfangs richteten sich die Märchenfilme nach wie vor an keine spezifizierte Zuschauergruppe; sowohl ein erwachsenes als auch ein Kinderpublikum sollte angesprochen werden.
In der Kulturabteilung der UFA entstanden in den Jahren 1921 und 1922 die drei stummen Adaptionen Der kleine Muck – Ein Märchen aus dem Morgenlande, Tischlein deck dich, Eselein streck dich, Knüppel aus dem Sack – beide in der Regie von Wilhelm Prager – sowie Der falsche Prinz, den Regisseur Erwin Báron in Szene setzte. 1923/24 feierten Fred Sauers Das kalte Herz und Ludwig Bergers Aschenputtel-Bearbeitung Der verlorene Schuh ihre Filmtheater-Premieren. Dass der stumme Märchenfilm auch ein technisches Experimentierfeld war, zeigte 1925 die Hans-Christian-Andersen-Adaption Das Mädchen mit den Schwefelhölzern: Die UFA produzierte diesen Märchenfilm als einen der ersten Tonfilme im Tri-Ergon-Verfahren in der Regie von Guido Bagier. Die Uraufführung am 17. Dezember 1925 wurde aber wegen der schlechten Tonqualität ein Misserfolg. Ab Mitte der 1920er-Jahre nahm das Interesse des erwachsenen Publikums an Märchenfilmen ab. Die großen deutschen Filmkonzerne konzentrierten sich deshalb zunehmend auf andere Filmgenres.
Dafür entstanden stumme Märchenfilme in kleineren Produktionsfirmen, die sich gezielt an ein Kinderpublikum richteten und später sowohl im Schulkino als auch in den Sonntagnachmittags-Kindervorstellungen eingesetzt wurden. So verfilmte Hanns Walter Kornblum mit seiner Colonna-Film GmbH zum Beispiel die Märchen Hänsel und Gretel (1921) und Frau Holle (1928). Ende der 1920er-Jahre produzierte der Regisseur Alf Zengerling mit der Firma Märchen-Film Produktion seine ersten stummen Märchenadaptionen: Schneewittchen. Rotkäppchen und Hans im Glück wurden an Weihnachten 1928 uraufgeführt. Zudem entstanden unter seiner Regie bis 1930 die Stummfilme Die Sterntaler. Brüderchen und Schwesterchen. König Drosselbart. Hampelmanns Traumfahrt. (alle 1929), Das Waldhaus. Die Wichtelmänner. sowie Aschenbrödel. (alle 1930), die Zengerling später zum Teil vertonte. Diese Verlagerung des Märchenfilms in den Bereich der Kinderunterhaltung bewirkte zugleich einen Bruch mit den gestalterischen Traditionen des Märchen-Stummfilms für Erwachsene.
Im Fach des animierten deutschen Märchenfilms leisteten in den 1920er-Jahren Lotte Reiniger, Toni Raboldt und die Gebrüder Diehl erste eigenständige Beiträge. Reiniger stellte 1920/21 ihr Debüt, den Silhouettenfilm Der fliegende Koffer, nach einem Märchen von Hans Christian Andersen fertig. Die Brüder-Grimm-Adaptionen Dornröschen (1922) und Aschenputtel (1923) folgten. Reinigers Hauptwerk Die Abenteuer des Prinzen Achmed (1923–1926), das auf einem novellenartigen Stoff aus Tausendundeiner Nacht basierte, zählt heute zu den wichtigsten Animationsfilmen. Raboldt verfilmte Jorinde und Joringel (1920) von den Grimms als Scherenschnittfilm. Beide, Reiniger und Raboldt, arbeiteten am Berliner Institut für Kulturforschung, das junge Trickfilmer unterstützte. Die Gebrüder Hermann, Paul und Ferdinand Diehl gründeten 1928 eine gemeinsame Produktionsfirma, in der sie einen Scherenschnittfilm – Kalif Storch (1928–1930) nach Wilhelm Hauff – herstellten.

### Märchenfilm im Nationalsozialismus (1933 bis 1945)
Obwohl der Märchenfilm im „Dritten Reich“ zu den Filmgenres zählte, die politisch unverdächtig waren, lassen sich in den Adaptionen Tendenzen nachweisen, die vom Geist des Nationalsozialismus geprägt sind. Das war insofern folgerichtig, weil Kinder in einer kindgerechten Form mit NS-Propaganda und nationalsozialistischen Werten indoktriniert werden sollten. Zu diesem Zweck bot sich das Genre Märchenfilm an, da gezielt für ein Kinderpublikum produziert wurde. Dennoch sollte die Propaganda, d. h. die Beeinflussung der Meinung durch bestimmte Figuren und Handlungen im Film, eher im Hintergrund bleiben. Mithilfe einer ideologiekritischen Analyse lässt sich diese NS-Propaganda offenlegen.
Nach der Machtergreifung der Nationalsozialisten zeigten Kinos anfangs nur stumme UFA-Märchenfilme aus den 1910er- und 1920er-Jahren oder nachsynchronisierte Märchenstummfilme von Alf Zengerling. Die Adaptionen wurden in speziellen Märchen-Nachmittags-Vorstellungen für Kinder aufgeführt.
1935 produzierte Zengerling den ersten deutschen Märchen-Tonfilm: Der gestiefelte Kater. Zudem schrieb er das Drehbuch und führte Regie in Dornröschen (1936), Die verzauberte Prinzessin (1939) – nach der Novelle und dem Märchenlustspiel Der Rubin von Friedrich Hebbel –, Der Froschkönig, Der Hase und der Igel sowie Rumpelstilzchen (alle 1940). Zengerling versuchte, „[…] über die Landschaft zur Märchengestaltung zu kommen“. Außenaufnahmen für seine Märchenfilme entstanden in der Löwenburg bei Kassel, auf der Pfaueninsel südwestlich von Berlin oder in den Anlagen der Elbschlösser in Sachsen.
Ab 1936 begann die Firma Naturfilm Hubert Schonger, Märchen für ein Kinderpublikum zu produzieren, zumeist im Studio. Die ersten beiden Märchenfilme Tischlein deck Dich, Esel streck Dich, Knüppel aus dem Sack! sowie Schneeweißchen und Rosenrot in der Regie von Alfred Stöger wurden im Herbst 1938 uraufgeführt. Firmeninhaber und Kulturfilmer Hubert Schonger schrieb 1939 das Drehbuch für Schneewittchen und die sieben Zwerge, das Regisseur Carl Heinz Wolff in Szene setzte. Für Die Heinzelmännchen (1939), nach einem Gedicht von August Kopisch, sowie die Brüder-Grimm-Adaptionen Die Sterntaler (1940), Hänsel und Gretel (1940), Frieder und Catherlieschen (1940) und Das tapfere Schneiderlein (1941) verfasste Schonger das Drehbuch und führte Regie. Die drei Märchenkurzfilme Der süße Brei (1940), Der kleine Häwelmann (1940) und Der standhafte Zinnsoldat (1940) kombinierten Schauspielhandlung mit Sachtrickszenen. Die Spiel- und Produktionsleitung hatte jeweils Erich Dautert.
Schonger engagierte zum Teil populäre Schauspieler wie Paul Henckels, Lucie Englisch, Hans Hessling und Elsa Wagner für seine Märchenfilme. Gunnar Möller begann mit der Rolle als Hänsel seine Schauspielkarriere. Norbert Schultze schrieb die Filmmusik zu Tischlein deck Dich, Esel streck Dich, Knüppel aus dem Sack! Schneeweißchen und Rosenrot sowie Schneewittchen und die sieben Zwerge – später vertonte er im Auftrag des Reichsministers für Volksaufklärung und Propaganda, Joseph Goebbels, Kampf- und Soldatenlieder und verfasste die Musik zum NS-Propagandafilm Kolberg (1943/45).
Naturfilm Hubert Schonger stellte bis 1945 auch Animationsfilme her, die sich auf Märchenvorlagen stützten, wie den Puppentrickfilm Der kleine Däumling (1943) nach Ludwig Bechstein. Zudem entstand der Buntzeichentrickfilm Der Wolf und die sieben Geißlein (1939) nach den Brüdern Grimm; Heinz Tischmeyer zeichnete für Schonger das Grimm-Märchen Die Bremer Stadtmusikanten (1943).
Der Schauspieler, Regisseur und Produzent Fritz Genschow adaptierte 1935 bekannte Märchen der Brüder Grimm sowie Hans Christian Andersens für die Briese-Schmalfilm-Produktion. Als 8-Millimeter-Stummfilme für das Heimkino entstanden Hänsel und Gretel, Die Prinzessin auf der Erbse, Rotkäppchen, Schneewittchen sowie Rumpelstilzchen. Im Auftrag der Tobis-Melofilm schrieben Genschow und seine Ehefrau Renée Stobrawa das Drehbuch für den Kinofilm Rotkäppchen und der Wolf (1937). Beide führten auch Regie. Zudem spielte Genschow die Rolle des Jägers. Der Märchenfilm nahm dramaturgisch das Erzählkonzept des Klassikers Der Zauberer von Oz (1939) vorweg: Die Vorlage der Brüder Grimm wurde als farbiger Traum der Hauptfigur in eine schwarz-weiße Rahmenhandlung eingebettet, die in der NS-Gegenwart spielte. Rotkäppchen und der Wolf blieb bis 1945 Genschows einziger Märchen-Tonfilm.
1943/44 produzierte der Kulturfilmer Franz Fiedler mit seiner Firma Sonne-Film die Adaption Der kleine Muck. Ein Märchen für große und kleine Leute. Das Drehbuch von Ruth Hoffmann frei nach dem Märchen von Wilhelm Hauff ging auf ein Bühnenstück von Friedrich Forster-Burggraf zurück. Der Märchenfilm wurde 1944/45 ausschließlich in Matineen und Sonderveranstaltungen gezeigt.
Der 1934 von Willy Wohlrabe in Berlin gegründete Jugendfilm-Verleih nahm die Märchenfilme von Alf Zengerling und Hubert Schonger in sein Programm auf. Wohlrabe, Pädagoge und Sozialdemokrat, musste ab 1933 sein Amt als Erziehungsdirektor wegen „politischer Unzuverlässigkeit“ aufgeben. In der Zeit des Nationalsozialismus hielt er „an dem Prinzip des tendenzlosen Kinderfilms“ fest.
Nicht für Kinder, sondern für ein erwachsenes Publikum adaptierten 1935 die Filmarchitekten Robert Herlth und Walter Röhrig das Grimmsche Märchen Hans im Glück. Beide hatten in den 1920er-Jahren mit ihren Bauten und Kulissen den deutschen Filmexpressionismus geprägt. Herlth und Röhrig planten mit Hans im Glück. Ein heiteres Spiel im Volksliedton einen „ästhetischen Neustart des Genres Märchenfilm für Erwachsene“. Dafür schrieben sie das Drehbuch und führten Regie. Zudem entwarfen beide die Kulissen. Die Delta-Film GmbH, die auch den antisowjetischen NS-Propagandafilm Friesennot (1935) verantwortete, produzierte den Märchenfilm. Die Uraufführung von Hans im Glück. Ein heiteres Spiel im Volksliedton am 3. Juli 1936 wurde ein Misserfolg, der Film wenig später abgesetzt. Arno Richter, der Kostümbildner des Films, vermutete später „einen aus politischen Gründen von vornherein organisierten Theaterskandal“.
Der UFA-Film Münchhausen (1943), der sowohl dem Genre Märchenfilm als auch dem Kino des Fantastischen zugeordnet werden kann, basierte zum Teil auf der literarischen Vorlage Wunderbare Reisen zu Wasser und Lande, Feldzüge und lustige Abenteuer des Freiherrn von Münchhausen (1786) von Gottfried August Bürger. Drehbuchautor war Erich Kästner, der sich allerdings hinter einem Pseudonym verbergen musste. Die UFA feierte mit dem Film ihr 25-jähriges Jubiläum. Zudem wollte sich das „Dritte Reich“ ein filmisches Denkmal setzen. Die Adaption um den Lügen-Baron Münchhausen kostete der UFA 6,5 Millionen Reichsmark.
Auf dem Gebiet des animierten deutschen Märchenfilms im Nationalsozialismus stellte die Firma Gebrüder Diehl-Film ab 1935 Puppentrickfilme für den Schulunterricht her. Auftraggeber war die Reichsstelle für den Unterrichtsfilm (RfdU), 1940 umbenannt in „Reichsanstalt für Film und Bild in Wissenschaft und Unterricht“ (RWU). Hermann, Paul und Ferdinand Diehl hatten bereits 1930 den Silhouetten-Märchenfilm Kalif Storch nach Wilhelm Hauff produziert. Später experimentierten sie mit Puppen. Für den nationalsozialistischen Unterricht stellten sie sechs stumme Puppentrickfilme her, die sich auf Märchenvorlagen bezogen: Von einem der auszog, das Gruseln zu lernen (1935), Tischlein deck’ Dich! (1936), Der Wettlauf zwischen dem Hasen und dem Igel (1938/39), Der Wolf und die sieben Geißlein (1939), Der gestiefelte Kater (1940) und Dornröschen (1943). Die drei Puppentrickfilme Sterntaler (1936/37), Die Wichtelmänner (1943/44) und Das tapfere Schneiderlein (1944) wurden zwar vollendet, aber nicht im Unterricht eingesetzt. Zudem produzierten die Gebrüder Diehl den Puppentrick-Tonfilm Die sieben Raben (1937) nach den Brüdern Grimm. Das Märchen wurde für das Kino adaptiert, ohne einen Auftrag der RfdU.
In der Verfilmung Der Wettlauf zwischen dem Hasen und dem Igel trat erstmals der Igel auf, der später als Mecki zum Maskottchen der BRD-Programmzeitschrift Hörzu avancierte.
Obwohl sich die Puppentrickfilme der Gebrüder Diehl-Film als künstlerisch hochwertige Adaptionen verstanden und heute noch ihre Berechtigung als Unterhaltungsfilme haben, dienten sie vor allem als Unterrichtsmittel, die sich an staatlichen NS-Bildungsvorgaben orientierten. Zudem setzte das Oberkommando der Wehrmacht (OKW) die animierten Filme im Front-Kino für Soldaten zur Ablenkung und Zerstreuung ein. In diesen Kontexten mussten die Adaptionen gesellschaftliche Leitbilder vermitteln. Das machte es notwendig, die Puppentrickfilme auf die Möglichkeiten ihrer Einbindung in die NS-Ideologie zu untersuchen.
Lotte Reiniger, die bereits in den 1920er-Jahren den animierten deutschen Märchenfilm prägte, produzierte mit ihrer Firma Lotte Reiniger Film den Scherenschnittfilm Der Graf von Carabas (1935) nach Motiven von Der gestiefelte Kater. 1944 begann sie im Auftrag der Reichsanstalt für Film und Bild in Wissenschaft und Unterricht (RWU) mit dem Scherenschnittfilm Die goldene Gans, den sie nach Kriegsende beendete. Kurt Stordel stellte im Auftrag der Tobis-Melofilm den Zeichentrickfilm Dornröschen (1936) nach der Vorlage der Brüder Grimm her. 1939 produzierte er mit der Firma Trickfilm-Atelier E. W. Stordel den farbigen Zeichentrickfilm Ein Märchen.

### Märchenfilm in der Besatzungszeit (1945 bis 1949)
In den ersten Jahren nach dem Zweiten Weltkrieg mussten sich alle Filmschaffenden der Entnazifizierung unterziehen, in dem sie Fragebögen der Alliierten ausfüllten. Zudem verhängten die vier Hauptsiegermächte über sämtliche Aktivitäten im Bereich der Filmproduktion und Verleihgesellschaften eine Lizenzierungspflicht.
Der Jugendfilm-Verleih unter Willy Wohlrabe, der seit 1934 Märchenfilme zeigte, erhielt im Dezember 1947 seine Lizenz von den West-Alliierten. Für die Jahre 1948/49 nannte Wohlrabe in seinem Verleih-Programm die Neuproduktionen Frau Holle. Rotkäppchen sowie Hans im Glück. Alle drei Märchenfilme wurden von Schongerfilm Hubert Schonger (ehemals Naturfilm Hubert Schonger) produziert:
Frau Holle wurde als erster Nachkriegsmärchenfilm im Oktober 1948 von der Alliierten Militärzensur geprüft und am 16. November 1948 in einer der drei westlichen Besatzungszonen von Berlin uraufgeführt. Die Brüder-Grimm-Adaption war ein sogenannter Überläufer, weil er bereits im Sommer 1944 begonnen, aber erst nach dem Krieg fertiggestellt bzw. gezeigt wurde. Regie führte Hans Grimm.
Der Zeichentrickfilm Rotkäppchen gehörte zu den ersten deutschen animierten Märchenfilmen, die nach dem Krieg produziert wurden. Die 18-minütige Adaption hatte am 21. Dezember 1948 in Köln Premiere. Kurt Stordel zeichnete das Grimmsche Märchen für Schongerfilm.
Während der Besatzungszeit begann Schongerfilm mit den Dreharbeiten für Hans im Glück in der Regie von Peter Hamel. Die Rolle des Hans übernahm Gunnar Möller. Der Märchenfilm wurde erst nach Gründung der Bundesrepublik Deutschland geprüft und uraufgeführt.
Obwohl die DEFA das erste Filmstudio in den vier Besatzungszonen war, das nach 1945 eine Lizenz erhielt, wurden in der Besatzungszeit keine Märchenfilme fertiggestellt. Die DEFA-Kinderfilmproduktion näherte sich dem Märchenerbe anfangs nur langsam, auch weil die Grimmsche Sammlung in der sowjetischen Besatzungszone nicht unumstritten war. Die Märchen der Brüder Grimm schienen einerseits als zu illusionär-romantisch und mystisch, andererseits als zu grausam und blutig. 1948 schlug Wolff von Gordon der DEFA eine Verfilmung des Märchens Das kalte Herz von Wilhelm Hauff vor. Erst nach Gründung der DDR wurde der Märchenfilm produziert.

### Märchenfilm in der BRD (1949 bis 1990)
Die westdeutsche Märchenfilmproduktion entwickelte sich anfangs nur zögerlich, auch weil den Firmen die finanziellen Voraussetzungen fehlten. So starteten zwischen 1949 und 1952 jährlich etwa zwei Märchenfilme in den Kinos, wie der Realfilm Hans im Glück (1949) oder Adaptionen, die Schauspielhandlung mit Puppentrick verknüpfen: Der Hampelmann und die Puppenprinzessin (1949) von Alf Zengerling – ein Remake seines Stummfilms Hampelmanns Traumfahrt (1929) – sowie Der Flaschenteufel (1952) von Ferdinand Diehl nach einer Erzählung von Robert Louis Stevenson.
Zwischen 1953 und 1956 erlebte die Märchenfilmherstellung – parallel zur gesamten Filmwirtschaft in der BRD – eine kurze Blütezeit, in der jährlich bis zu neun Verfilmungen im Kino uraufgeführt wurden. Sowohl in der NS-Zeit etablierte Unternehmen wie Schongerfilm (ehemals Naturfilm Hubert Schonger), Alf-Zengerling-Filmproduktion und Gebrüder-Diehl-Filmproduktion als auch neue Firmen wie Förster-Film (Rumpelstilzchen, Der gestiefelte Kater, beide 1955, Herbert B. Fredersdorf) und Delos-Film (König Drosselbart, Herbert B. Fredersdorf; Der Froschkönig, Otto Meyer, beide 1954; Das Sandmännchen, 1955, Emil Surmann) brachten Märchen auf die Kinoleinwand. Zudem stieg die 1951 gegründete Fritz-Genschow-Film in das Geschäft ein und verfilmte bis 1957 sieben Märchen, darunter Dornröschen (1955), Aschenputtel (1955) und Die Gänsemagd (1957), alle in der Regie des Firmeninhabers Fritz Genschow.
Dabei wurden die bekanntesten Märchenstoffe der Brüder Grimm mehrfach adaptiert, wie Rotkäppchen (1953, Fritz-Genschow-Film; 1954, Schongerfilm), Hänsel und Gretel (1954, Fritz-Genschow-Film; 1954, Schongerfilm), Tischlein deck dich (1956, Fritz-Genschow-Film; 1956, Schongerfilm) und Frau Holle (1954, Fritz-Genschow-Film; 1961, Schongerfilm) – allerdings „unabgestimmt zwischen den Produktions- und Verleihfirmen und wirtschaftlich betrachtet in viel zu kurzen Abständen“.
Neben reinen Studioproduktionen wie Walter Janssens Rotkäppchen (1954) sowie Hänsel und Gretel (1954) oder Otto Meyers Aufruhr im Schlaraffenland (1957) entstanden Verfilmungen an realen, außerfilmischen Drehorten. So dienten Schloss Neuschwanstein als Kulisse für Schneewittchen und die sieben Zwerge (1955, Erich Kobler) und Schloss Hohenschwangau sowie Burg Trausnitz als Schauplätze für Brüderchen und Schwesterchen (1953) in der Regie von Walter Oehmichen und Hubert Schonger. Zudem nutzten die Hersteller historische mittelalterliche Städte als Drehorte, wie Landsberg am Lech (Die Heinzelmännchen, 1956, Erich Kobler).
Der weiterhin geringe finanzielle Spielraum der Herstellerfirmen wirkte sich negativ auf die Qualität des frühen westdeutschen Märchenfilms aus. Denn die Unternehmen sahen sich gezwungen, mit möglichst geringem technischen und personellen Aufwand zu produzieren. Die größte Schwierigkeit für die Produktionsfirmen war, die oft kurzen Märchenvorlagen auf eine filmische Vorführdauer von 70 bis 90 Minuten zu erweitern. Deshalb wurden zusätzliche Rahmenhandlungen, neue Charaktere im Figurenensemble sowie Gesangs- und Tanzeinlagen hinzugefügt. Hierbei standen die Märchenfilme inhaltlich „im Kontext restaurativer und autoritärer Tendenzen. Sie sollten eine verhaltensnormierende Kraft ausstrahlen und ihren pädagogischen Vorbildcharakter unter Beweis stellen.“ Weiterführende Interpretationen der Geschichten und Märchenanalysen fanden in den Adaptionen kaum statt. Ästhetisch, d. h. stilistisch bzw. gestalterisch, orientierten sich die Märchenfilme an Konzepten aus den 1930er-Jahren, was eine künstlerische Stagnation bedeutete.
Dennoch erhielten 15 Märchenfilme, die von 1954 bis 1959 hergestellt wurden, von der Filmbewertungsstelle (FBW) das Filmprädikat „wertvoll“, einer „besonders wertvoll“. Der DDR-Monopolverleih Progress Film-Vertrieb brachte die drei prädikatisierten Adaptionen Die Heinzelmännchen sowie Tischlein deck dich (1956) und Der Wolf und die sieben jungen Geißlein (1957), in der Regie von Jürgen von Alten bzw. Peter Podehl, in die ostdeutschen Kinos.
Am 27. Juli 1957 trat eine Neufassung des Gesetzes zum Schutze der Jugend in der Öffentlichkeit in Kraft: Es verbot Kindern unter sechs Jahren (50–70 % des bisherigen Publikums) Kinobesuche – auch in Begleitung eines Erziehungsberechtigten. Damit war der Märchenfilmproduktion, die vor allem mit Kindervorstellungen Einnahmen erzielte, die wirtschaftliche Basis entzogen. Das Aufkommen des Fernsehens als Konkurrenzmedium zu den Lichtspielhäusern trieb das vorläufige Ende des Kinomärchenfilms voran.
Neben Märchenfilmen für ein Kinderpublikum entstanden Kinoverfilmungen für Erwachsene, wie die deutsch-französisch-schweizerische Koproduktion Blaubart (1951, Christian-Jaque) nach Charles Perrault, Die Diebin von Bagdad (1952, Carl Lamac), ein Musikfilm mit Sonja Ziemann, sowie der deutsch-US-amerikanische Fantasyfilm Kapitän Sindbad (1963, Byron Haskin), der sich im Titel auf die populäre Figur aus Tausendundeine Nacht bezog und in den Münchner Bavaria-Studios entstand. Das Wirtshaus im Spessart (1958, Kurt Hoffmann), frei nach der gleichnamigen Vorlage von Wilhelm Hauff, erhielt von der FBW das Prädikat „wertvoll“ und 1959 einen Bambi für den „geschäftlich erfolgreichsten Film 1958“.
Seit den 1950er-Jahren wurde ebenso das Kinderfernsehen in der BRD vom Märchen bestimmt. Ab dem 21. Januar 1953 begann das Marionettentheater Augsburger Puppenkiste mit seinen Live-Übertragungen im NWDR, bei denen Bearbeitungen klassischer Märchen im Vordergrund standen. Daneben wurden Bühnenaufführungen mit Schauspielerinnen und Schauspielern live gesendet, z. B. Schneeweißchen und Rosenrot in der Regie von Freca-Renate Bortfeldt (NWDR, 25.12.1953) aus dem Hamburger Thalia-Theater. Für den NWRV setzte Gerhard F. Hering das im Studio aufgenommene Fernsehspiel Peterchens Mondfahrt (25.12.1959) in Szene. Mit Hilfe der MAZ-Technik, die die Studioaufzeichnung von Fernsehspielen ermöglichte, gewann diese Darstellungsform auch für das Märchen zunehmend an Bedeutung. Daneben adaptierte Fritz Genschow im Auftrag des WDR u. a. vier Grimmmärchen – sowohl im Studio als auch an Außenschauplätzen gedreht –, die zwischen 1959 und 1962 ausgestrahlt wurden.
Ende der 1960er- bzw. Anfang der 1970er-Jahre produzierte Ferdinand Diehl im Auftrag des Instituts für Film und Bild in Wissenschaft und Unterricht (FWU) die Grimm’schen Märchen Die Wichtelmänner (1968) und Die Bremer Stadtmusikanten (1970) als Puppentrickfilme in Farbe. Es wurden die beiden letzten Adaptionen aus der Diehl-Filmproduktion; 1970 stellte die Firma ihren Betrieb ein.
Parallel dazu produzierten bestimmte Formate im Kinderfernsehen Märchen als Kurzfilme, in denen Schauspielerinnen und Schauspieler die Rollen übernahmen, z. B. in Lemmi und die Schmöker (WDR, 1973–1979, 1983): Das kalte Herz (19.3.1978), Die Geschichte des Prinzen Ahmed und der Fee Pari Banu (9.10.1983), ein Märchen aus Tausendundeine Nacht, und das Lügenmärchen Baron Münchhausen (27.11.1983). In der vom BR ausgestrahlten Fernsehserie Das feuerrote Spielmobil (1972–1981) wurden sowohl bekannte als auch unbekannte Grimmmärchen in „sehr eigenwilligen und freien Bearbeitungen“ adaptiert (ab 20.12.1975), z. B. Das tapfere Schneiderlein (KHM 20), Doktor Allwissend (KHM 98) und Das blaue Licht (KHM 116).
Flankiert wurden diese Realfilm-Fernsehserien für Kinder von Animationsproduktionen, wie die Puppentrickfilm-Reihe Märchen aus 1001 Tag (BR, ab 7.9.1975), die Bildergeschichte Mit dem Märchenzoo (NDR, ab 24.8.1976) oder die deutsch-israelische, sechsteilige Koproduktions-Reihe Israelische Puppenspiele (ZDF, ab 4.12.1979), in der Märchen und Kurzgeschichten vorgestellt wurden. Im selben Jahr startete die vom BR produzierte deutsch-griechische Puppenspiel-Reihe Kleine Bühne mit Märchenadaptionen.
Nachdem das ZDF die sechsteilige Fernsehserie Tausendundeine Nacht (ab 23.1.1969) und das ebenso in sechs Episoden ausgestrahlte Das kalte Herz (11.12.1978–29.1.1979) aufwändig fürs (Vor-)Abendprogramm produziert hatte, setzte der öffentlich-rechtliche Sender Anfang der 1980er-Jahre mit Die Welt des Märchens einen neuen Schwerpunkt im Kinderprogramm. In Koproduktion mit einem tschechoslowakischen Studio und westeuropäischen Fernsehanstalten entstanden Märchenfilme, die „große und kleine Zuschauer gleichzeitig ansprechen“ sollten. Nationale wie internationale Stars übernahmen Haupt- und Nebenrollen, wie Libuše Šafránková in Der Salzprinz (1983, Martin Hollý), Maria Schell in König Drosselbart (1984, Miloslav Luther) und Giulietta Masina als Titelfigur in Frau Holle (1985, Juraj Jakubisko). Die beiden letztgenannten Produktionen starteten auch in den bundesdeutschen Kinos. Der Progress Film-Vertrieb setzte Der Salzprinz, Frau Holle und König Drosselbart – hier unter dem Titel Eine Braut für König Drosselbart – neben anderen ebenso in den DDR-Kinos ein.
Im Rückblick wurde die Reihe Die Welt des Märchens unterschiedlich beurteilt: Für Markus Schächter, von 1985 bis 1992 Leiter der ZDF-Redaktion Kinder und Jugend, sei es zum Teil nicht immer gelungen, „vorzeigbar gute Produktionen“ herzustellen, „die gleichermaßen spannende Kinderfilme bedeuten und den emanzipatorischen Geist, der aus der richtigen Reflexion von Märchen kommt, mit aufzunehmen“. Josef Göhlen, der von 1975 bis 1995 für das ZDF arbeitete und die Reihe mit initiiert hatte, äußerte sich hingegen anerkennend: „Jeder dieser Neunzigminüter […] hatte ein eigenes Gesicht, weil die Spielfilmregisseure ihre jeweils eigene Dramaturgie einbringen konnten. Das hat zu sehr interessanten, hoch künstlerischen und ästhetisch gültigen Ergebnissen geführt, […].“
Die 13-teilige Fantasy-Kinderserie Die Märchenbraut, in der die Gegenwart mit der Märchenwelt verknüpft ist, produzierte von 1979 bis 1981 der WDR (ARD, 4.10.1981–20.12.1981) in Zusammenarbeit mit dem tschechoslowakischen Fernsehen. Regie führte Václav Vorlíček. Für die Filmwissenschaftlerin Fabienne Liptay „überschreitet die Märchenkompilation die Grenze zur Parodie“, wenn „eine ganze Menagerie bekannter Märchenfiguren auf den Plan gerufen [wird], um die geordnete Welt der Märchen durcheinanderzuwirbeln und nach dem Mundus inversus-Prinzip auf den Kopf zu stellen.“ Und der Medienwissenschaftler Dieter Wiedemann stellt ebenso heraus, dass die „Dekonstruktion der klassischen Märchen durch diese Serie […] sicher Konsequenzen für die zukünftigen Märchenfilmvorhaben der ARD [hatte], weil hier die Phantasien der klassischen Märchen ad absurdum geführt wurden.“ Die Fernsehserie, hier in 16 Episoden, wurde auch im DDR-Fernsehen ausgestrahlt (DDR I, 30.7.1983–12.11.1983). Der WDR produzierte mit dem tschechoslowakischen Fernsehen und Regisseur Václav Vorlíček noch einen 95-minütigen Spielfilm (Der Zauberrabe Rumburak, 1985), der als Fortsetzung der TV-Serie galt.

### Märchenfilm in der DDR (1949 bis 1990)
Klassiker aus den DEFA-Studios sind Das kalte Herz aus dem Jahre 1950, der erste produzierte Märchenfilm und zugleich der erste DEFA-Farbfilm in Agfa Agfacolor sowie Die Geschichte vom kleinen Muck von Wolfgang Staudte aus dem Jahr 1953, nicht zuletzt wegen seiner frühen Spezialeffekte.

### Märchenfilm nach der Wiedervereinigung (seit 1990)
Mit dem Ende der DDR, das mit der Abwicklung des Deutschen Fernsehfunks (DFF, vormals: Fernsehen der DDR) und dem Verkauf der am 1. Juli 1990 neu gegründeten DEFA-Studio Babelsberg GmbH einhergingen, verschwanden zwei Institutionen, die über Jahrzehnte den deutschsprachigen Märchenfilm geprägt hatten. Zwei der letzten DEFA-Produktionen waren die Gegenwartsmärchen Olle Hexe (1991) und Zirri – Das Wolkenschaf (1993), die erst im gesamtdeutschen Kino anliefen. Ebenso erlebte der DFF-Fernsehfilm König Phantasios (1990), frei nach dem Feenmärchen Die Schöne durch Zufall, nach der Wiedervereinigung seine TV-Premiere (25.12.1990). Die vom DDR-Fernsehen geplante, aber dort nicht mehr realisierte Fantasy-Serie Sherlock Holmes und die sieben Zwerge (1992) wurde später im ARD-Programm und 1995 in einer Kinofassung gezeigt. An der achtteiligen Serie nach Motiven der Brüder Grimm beteiligten sich neben den beiden neu gegründeten, ostdeutschen Landesrundfunkanstalten Mitteldeutscher Rundfunk (MDR) und Ostdeutscher Rundfunk Brandenburg (ORB) auch der Norddeutsche Rundfunk (NDR) und Sender Freies Berlin (SFB). Ebenso startete Spuk aus der Gruft (1998), angelehnt an die DDR-Kinderserien Spuk unterm Riesenrad (1979) und Spuk im Hochhaus (1982), sowohl als 90-minütiger Kinofilm als auch im ARD-Programm als vierteilige Miniserie.
Ohnehin blieb das Gegenwartsmärchen, das Alltags- und Fantasiewelt verknüpfte, in den 1990er-Jahren weiter gefragt, wie die Kinderbuchverfilmung Lippels Traum (1991; auch Lippels Traum, 2009) nach der Vorlage von Paul Maar zeigte. Dazu gehörten gleichermaßen der mit deutscher Beteiligung koproduzierte, zweite und dritte Teil von Michael Endes Die unendliche Geschichte (Teil II – Auf der Suche nach Phantásien, 1990; Teil III – Rettung aus Phantásien, 1994), die allerdings nicht an den kommerziellen Erfolg des Erstlings anknüpfen konnten.
Parallel setzte das ZDF seine Reihe Die Welt des Märchens fort und adaptierte in europäischen Koproduktionen klassische Märchen für Kino und TV, in denen wieder populäre Schauspielerinnen und Schauspieler Haupt- und Nebenrollen übernahmen. Dazu zählten Dornröschen (1990) mit Judy Winter, Froschkönig (1991) mit Iris Berben und Michael Degen, Schneewittchen und das Geheimnis der Zwerge (1992) mit Gudrun Landgrebe und Dietmar Schönherr sowie Des Kaisers neue Kleider (1994) mit Harald Juhnke – für die Kritik „eine ziemlich konventionelle, aber akzeptable Märchenadaption“, die allerdings keine „gesellschaftskritische Satire, sondern um ein mit Nebenfiguren, Nebengeschichten, Nebenschauplätzen angereichertes klassisches Märchen“ sei. Andererseits wurde die Reihe für die „Kombination von alt und neu“ gelobt, wenn in Schneewittchen die Zwerge „keine putzigen Wichtelmännchen mit Zipfelmützen und Laternen“ sind, sondern „kleine, kluge Menschen in futuristisch anmutenden Kapuzengewändern“, die als moralische Instanz wirken.
Die ARD beteiligte sich ebenso an Märchenfilm-Koproduktionen, hier mit Tschechien, z. B. an Das Zauberbuch (1996), Der Feuervogel (1997) – frei nach Der goldene Vogel von den Brüdern Grimm – und Die Seekönigin (1998), deren Vorlage auf Tschaikowskis Schwanensee zurückging. Die ARD- und ZDF-Märchenfilme der 1990er-Jahre machten dabei deutlich, dass das Genre in dieser Dekade vor allem von tschechischen und slowakischen Regisseuren geprägt wurde, wie Stanislav Párnicky, Juraj Herz, Ludvík Ráža und Václav Vorlíček. Zwei der wenigen Ausnahmen hießen Der Eisbärkönig (1991), eine norwegisch-schwedisch-deutsche Zusammenarbeit von Ola Solum, und der von WDR, ORB und dem 1997 neu gegründeten Kinderkanal (Kika) mitproduzierte Hans im Glück (1999) von Rolf Losansky, der im Jahr 2000 beim Filmfestival Alpinale prämiert wurde. Doch: „An der Kinokasse gelang der Versuch, Märchenfilme nach modernen Kriterien aus den besten Zutaten der unterschiedlichen Ansätze herzustellen, nicht [...]“. Die Filme fanden wenig Publikum.
Klassische Kinderbuch- und Märchenfiguren, wie Carlo Collodis Pinocchio, wurden weiterhin in den Drehbuchplänen privater und öffentlich-rechtlicher Filmemacher favorisiert. Einerseits, weil die „Geschichte von der Holzpuppe […] seit 1911 ein beliebtes Filmsujet“ war, andererseits, um kein finanzielles Risiko einzugehen, wie Die Legende von Pinocchio (1996), eine aufwändige europäische Zusammenarbeit mit deutscher Beteiligung, Die neuen Abenteuer des Pinocchio (2001), eine britisch-deutsch-luxemburgische Kinoproduktion, und Pinocchio (2013) zeigten. Letztgenannter lief als zweiteiliger Fernsehfilm im ARD-Weihnachtsprogramm.
Ein Einzelfall blieb dagegen die deutsch-US-amerikanische Fernsehproduktion Die Eisprinzessin (1996), in der die ehemalige Eiskunstläuferin Katarina Witt die an Aschenputtel angelehnte Titelfigur spielte.
Im Umfeld der erfolgreichen italienischen Märchenfilmreihe Prinzessin Fantaghirò (1991–1996) entstand das deutsch-italienische Fantasy-Abenteuer Prinzessin Alisea (1996), in dem ebenfalls Lamberto Bava Regie führte und das – wie zuvor Fantaghirò – zuerst der Privatsender Sat.1 ausstrahlte.
Neubelebt wurde die Märchenfilmtradition Mitte der 2000er-Jahre durch Otto Waalkes’ Comedymärchenreihe 7 Zwerge – Männer allein im Wald (2004) und 7 Zwerge – Der Wald ist nicht genug (2006). Beide, dem komischen Märchenfilm verpflichtete Kinoproduktionen, waren kommerziell erfolgreiche Parodien, in denen neben dem Grimm’schen Schneewittchen u. a. Rumpelstilzchen, Hänsel und Gretel sowie Pinocchio als Vorlagen verwendet und komisch-satirisch nachgeahmt oder umgearbeitet wurden. Ähnlich konzipiert war Die Märchenstunde (2006–2012), eine in Tschechien und der Türkei gedrehte Koproduktion für das Fernsehen, an welcher der deutsche Privatsender ProSieben und der Österreichische Rundfunk (ORF) beteiligt waren und die in 22 Episoden bzw. fünf Staffeln im Abend- bzw. Nachtprogramm ausgestrahlt wurde.
Bereits Ende der 1990er-Jahre plante das ZDF, das vorhandene Märchenrepertoire (DDR, ČSSR, Die Welt des Märchens u. a.) „sukzessive durch neue Produktionen zu erweitern“. Dazu entwickelte die Sender eigene Kinder- und Jugendredaktion zusammen mit Filmproduzent Ernst Geyer sowie verschiedenen deutschen Drehbuchautoren ein Konzept für eine neue Märchenfilmreihe. Die TV-Premiere des 75- bis 90-minütigen Films war jeweils für Weihnachten vorgesehen – „sollten die Märchen doch die Nachfolge der einst so populären sogenannten Weihnachtsserien im ZDF antreten.“ 2005 startete die Reihe mit Rotkäppchen in der Regie von Klaus Gietinger. War hier das Grimm’sche Märchen noch in einer in der Gegenwart spielenden Rahmenhandlung eingebettet, so wurde bei den nachfolgenden Produktionen darauf verzichtet. Diese orientierten sich an den klassischen Märchen-Überlieferungen, wurden aber in Inhalt und Erzählweise modernisiert. Um dem Empfinden der Gegenwart Rechnung zu tragen, wurden veraltete Aussagen und Symboliken neu interpretiert oder ergänzt. Zu den ersten Märchenfilmen zählten Hänsel und Gretel (2006), Rumpelstilzchen (2007) und Dornröschen (2008). Seit den 2010er-Jahren wurden die Filme, zu denen auch Koproduktionen gehörten (u. a. Die Schöne und das Biest, 2012) unter dem Reihentitel Märchenperlen zusammengefasst.
Gleichzeitig baute die ARD ihren Filmstock aus, weil der „Sendeplatz Märchen […] ausgesprochen erfolgreich“ sei und „eine sehr breite Zuschauerschaft“ erreiche. Zudem eigneten sich Märchenfilme hervorragend, „um einfache und klare Botschaften zu überbringen“. Aufgrund der Tatsache, dass sich mit dem Start im Jahr 2008 sechs Landesrundfunkanstalten an einer neuen Reihe beteiligten und sechs Märchenfilme entstanden, wurde sie Sechs auf einen Streich genannt und die darin subsumierten Märchenfilme im ARD-Weihnachtsprogramm erstmals ausgestrahlt. 2009 folgten unter dem Titel Acht auf einen Streich weitere acht Filme, seit 2010 werden wieder unter dem Titel Sechs auf einen Streich ein oder mehrere Filme pro Jahr ausgestrahlt. Darin durften die Geschichten „zwar moderat modernisiert werden, sollten weniger grausam sein und keinesfalls düster enden, aber natürlich trotzdem dem Geist der Brüder Grimm treu bleiben.“ So erhält in Frau Holle (2008) die Faule eine zweite Chance, sich zu bessern. Diese Grundsätze wurden später auch auf Andersen-Adaptionen übertragen, wenn Die kleine Meerjungfrau (2013) nicht als Meerschaum endet und Der Schweinehirt (2017) am Schluss doch die Kaisertochter heiratet. Hierbei spielten die 60-minütigen ARD-Märchen, wie auch ihre ZDF-Pendants, zumeist in einer von Fantasien des Mittelalters oder der Frühen Neuzeit, wie sie das 19. Jahrhundert hervorbrachte, inspirierten, fiktiven Vergangenheit. Ferner glich sich die Konzeption der beiden Märchenfilmreihen an, „insbesondere in ihrer audiovisuellen Ästhetik. Die Ingredienzien sind in beiden Fällen bekannte Schauspielerinnen und Schauspieler, pittoreske Schauplätze – Schlösser, Burgen und Naturschutzgebiete – sowie der Anspruch, die Botschaften der Märchen in einer zeitgemäßen und mediengerechten Form zu vermitteln […]“.
Die Tradition der klassischen Märchenadaptionen für das Kino wurde im Unterschied zum Fernsehen seit den 2000er-Jahren vernachlässigt. Krabat (2008), nach dem Jugendbuch von Otfried Preußler, lehnte sich eher am Fantasygenre an, von dem sich die Produzenten nicht zuletzt mehr Publikum versprachen. Fast 1,5 Millionen Kinozuschauer erreichte der Film. Aschenbrödel und der gestiefelte Kater (2013) startete als Gegenwartsmärchen, in dem bekannte Figuren und Motive zu einem Märchenpotpourri kombiniert wurden. Ähnlich funktionierte Das Märchen von der Prinzessin, die unbedingt in einem Märchen vorkommen wollte (2013), wobei die Verfilmung nach dem gleichnamigen Buch von Susanne Straßer keine „Zwei-Welten-Phantastik“ bediente, sondern nur im Märchenreich spielte. Mit Das kalte Herz (2016) kam wieder „ein bild- und klanggewaltiger, atmosphärisch dichter Genrefilm“ in die Kinos, der einerseits klassische Erwartungen an einen Märchenfilm einlöste, zugleich aber erfolgreich neue Akzente setzte: So wurde der Score von Oli Biehler mit dem Deutschen Filmmusikpreis (2017) ausgezeichnet.
Im Animationsfach dominierte in den 1990er-Jahren vor allem der Zeichentrickfilm. Zwar blieben die Produktionen, die sich auf märchenhafte Vorlagen bezogen, überschaubar, dennoch wurden einzelne Akzente gesetzt. Peterchens Mondfahrt (1990), nach einer Geschichte von Gerdt von Bassewitz, entstand ohne Computer in einem Zeitraum von etwa zweieinhalb Jahren und brauchte „einen Vergleich mit Disney-Produktionen nicht scheuen“. Der kleine Prinz (1990) orientierte „sich an den Zeichnungen von Saint-Exupéry, der seinen Text selber illustriert hat[te]“. Als eine moderne Adaption des Grimm’schen Märchens Die Bremer Stadtmusikanten wurde Die furchtlosen Vier (1997) inszeniert. Die kleine Zauberflöte (1997) ging im Kern auf Wolfgang Amadeus Mozarts Oper zurück: Im Zeichentrickfilm entfielen aber „die esoterisch-mystischen Elemente des Librettos zugunsten einer märchenhaften Abenteuergeschichte“. Hänsel und Gretel im Zauberwald (1998) entstand als europäische Koproduktion im Studio Babelsberg.
Kurz vor der Jahrtausendwende startete die Zeichentrickserie SimsalaGrimm (1999–2000, 2010) im Kika. Die Handlung in den vom NDR mitproduzierten 52 Episoden spielte im Märchenland von Simsala, in dem populäre „Märchen vor allem als Folie für vergnügliche Abenteuer mit viel Klamauk“ dienten. Die Kritik bemängelte, dass darin die literarischen Vorlagen von Grimm, Andersen und Hauff zu sehr verniedlicht und zerpflückt wurden. Dennoch erwies sich die Produktion „als eine der ganz wenigen deutschen Animationsserien, die sich tatsächlich eines weltweiten Zuspruchs erfreute“.
Für die 2000er-Jahre ist Nussknacker und Mausekönig (2004) zu nennen, der die Vorlage von E. T. A. Hoffmann neu erzählte, oder die deutsch-französisch-polnisch-ungarische Koproduktion Der kleine König Macius (2002–2007), an der Kika als Auftraggeber beteiligt war: Die Verfilmung des Kinderbuchs von Janusz Korczak, in der „Erzählung und Animation doch genug Lebensklugheit und Esprit“ boten, lief sowohl im Fernsehen als auch im Kino.
Das seit dem 19. Jahrhundert schriftlich nachgewiesene und aus dem Kinderfernsehen bekannte Sandmännchen war die Titelfigur im gleichnamigen koproduzierten Spielfilm Das Sandmännchen – Abenteuer im Traumland (2010), der mit Stop-Motion-Animation realisiert wurde. Erzählerisch neue Wege beschritt der wieder komplett animierte Prinz Ratte (2011), ein Kurzfilm, der verschiedene Märchenmotive kombinierte und neu zusammensetzte. In einem expressionistischen, an den Scherenschnitt erinnernden Zeichenstil war das Hauff-Märchen Das kalte Herz (2013) gestaltet, das mit dem Prädikat „besonders wertvoll“ ausgezeichnet wurde. Der 7bte Zwerg (2014), ein computeranimiertes Sequel der Realfilme 7 Zwerge – Männer allein im Wald (2004) und 7 Zwerge – Der Wald ist nicht genug (2006), wusste „sein kindliches Publikum gut zu unterhalten, ohne freilich tricktechnisch an die jüngsten Disney-Erfolgsfilme heranzureichen.“ Nur die Figurenkonstellation aus Die Bremer Stadtmusikanten übernahm der Animationsfilm Die sagenhaften Vier (2018), wobei der Esel mit einem Zebra ersetzt wurde: Die mit Kopfhörer, Smartphone und Auto ausgestatteten Helden legten einem Meisterdieb das Handwerk. In einem ähnlich modernen Setting, hier zugleich auch in der Geschlechterkonstellation, erschien Die Heinzels – Rückkehr der Heinzelmännchen (2019) nach dem Gedicht von August Kopisch: Ein Heinzelmädchen rettete zusammen mit den bekannten männlichen Fabelwesen einen Konditor vor dem Bankrott.
Dass die Filmemacher weiterhin auf bekannte Märchen und populäre Kinderbücher setzen, bewies nicht zuletzt der Animationsfilm Peterchens Mondfahrt (2021), an dem sich finanziell das ZDF und der ORF beteiligten. Um die Rahmenhandlung visuell abzusetzen, wurde sie „in einem traditionellen Zeichentrickstil animiert“, im Gegensatz zur Computeranimation des restlichen Films, die im Weltall spielte – jetzt mit Satelliten, Raumstation, Landefähre und Mondmobil. Auch dafür erhielt die Produktion das Prädikat „besonders wertvoll“.

## Der tschechoslowakische Märchenfilm
Eine große Leistung des tschechoslowakischen Märchenfilms besteht in einer sensiblen Form das Mythische und Märchenhafte psychologisch zu durchdenken und verstehbar zu machen.
Drei Haselnüsse für Aschenbrödel (1973 unter der Regie von Václav Vorlíček in Coproduktion mit der DEFA gedreht) ist ein Klassiker. Der Film inszeniert den Aschenputtel-Stoff nicht als einfachen Kinderfilm. Vielmehr wird hier der Märchenmythos des urbildlich schönen Mädchens durch ein selbstbewusstes und eigenständiges Mädchen verkörpert. Die Rolle spielte unvergleichlich einleuchtend die tschechische Schauspielerin Libuše Šafránková. Drei Haselnüsse für Aschenbrödel alias Tři oříšky pro Popelku war eine deutsch-tschechische Koproduktion. Neben den zahlreichen Märchenverfilmungen entstanden in der ČSSR auch Märchen-TV-Serien, wie Pan Tau von 1970 Die Märchenbraut von 1979 oder Die Rückkehr der Märchenbraut von 1993.
Der tschechoslowakische Märchenfilm erreicht mit Detailgenauigkeit und Vielschichtigkeit in den allermeisten Fällen das Niveau des Literaturfilms. Wichtige literarische Vorlage waren sowohl die Märchen der Brüder Grimm als auch die tschechischen Märchen von Božena Němcová und Karel Jaromír Erben. Auch Kunstmärchen von Hans Christian Andersen und Jan Drda wurden filmisch umgesetzt. Die Film-Musik des tschechoslowakischen Märchenfilms spricht von dem Zauber der ländlichen Weisen von Bedřich Smetana und von den Märchenopern Antonín Dvořáks. Die Film-Bilder erinnern z. B. oft an die märchenhaften Jugendstilbilder von Alfons Mucha. Wichtige Inspirationsquelle sind auch die Märchenillustrationen des tschechischen Buchkünstlers Artuš Scheiner.
Siehe auch die Liste von tschechischen, slowakischen und tschechoslowakischen Märchenfilmen

## Der amerikanische Märchenfilm
Zu den profiliertesten Vertretern des US-Märchenfilms gehörte neben Walt Disney vor allem George Pal, der unter anderem Der kleine Däumling (1958) und Die Wunderwelt der Gebrüder Grimm (1962) produzierte und inszenierte. Auch einige der von den Tricks des Stop-Motion-Experten Ray Harryhausen belebten Streifen lassen sich dem Märchenfilm zurechnen, darunter etwa Sindbads siebente Reise (1958).
Moderne amerikanische Märchenfilme sind Legende mit Tom Cruise von 1985, Die Reise ins Labyrinth (1986) und Die Braut des Prinzen (1987). Auf immer und ewig von 1998 ist eine Aschenputtel-Variante mit Drew Barrymore in der Titelrolle.
1986 bis 1989 produzierte die Cannon-Group eine aufwändige Reihe von Märchenfilmen unter dem Titel Cannon Movie Tales mit teilweise sehr bekannten Schauspielern, zum Beispiel in Hänsel und Gretel spielt Cloris Leachman die Hexe und David Warner den Vater. Weitere Beispiele sind die Adaptionen von Rotkäppchen, in der Craig T. Nelson und Isabella Rossellini mitwirkten und Dornröschen mit Tahnee Welch als Dornröschen, Morgan Fairchild als Königin und Nicholas Clay als Prinz. Diese Adaptionen sind zum Teil recht frei und wurden eigentlich fürs Kino produziert, erschienen aber nur auf Video.
Dagegen entstand 1984 mit Die Zeit der Wölfe eine Märchenvariante, die eine Altersfreigabe „ab 16“ erhielt. Der Film Schneewittchen aus dem Jahr 1997 mit Sigourney Weaver als Stiefmutter ist ebenso wenig für zartbesaitete Kinder geeignet. Der Film erhielt eine Freigabe „ab 12“ und war auch fürs Kino produziert. Die Kinoaufführung wurde jedoch von den Disney-Studios verhindert. Nachdem zuletzt eher Fantasy wie Die Chroniken von Narnia oder von Der Herr der Ringe produziert wurden, entstanden 2007 mit Verwünscht und 2013 mit Die Eiskönigin wieder klassische Märchenfilme, die sich als kommerzieller Erfolg erwiesen.
Zudem entstand 2001 die TV-Verfilmung Snow White mit Kristin Kreuk und Miranda Richardson.

## Der sowjetisch-russische Märchenfilm
Der russische Märchenfilm hat vielfältige Gestaltungsweisen für diese Form des Literaturfilms gefunden. Besonders die spezifisch russischen Märchenmotive wie die Bösewichter, Baba Jaga und das unsterbliche Gerippchen werden mit einer bizarren Technik-Freude in mannigfaltigen Formen dargestellt und das Technische und das Märchenwunder solcher Art verbunden.
Auf der anderen Seite finden sich Märchen-Bilder von großer Naturschönheit, wenn z. B. Wasja und Aljonuschka in Feuer, Wasser und Posaunen mit dem Zicklein durch weiße Birkenwäldchen, Mohnfelder und wilde Margerittenwiesen streifen. Der Film Die steinerne Blume von 1946 veranschaulicht den Zauber der romantischen Märchenmetaphorik, mit Märchenbildern Puschkins ebenso wie mit Bezügen zu Novalis’ Märchen Die Lehrlinge zu Sais oder zu Ludwig Tiecks Der Runenberg.
Der bulgarisch-sowjet-russische Film zu Hans Christian Andersens Meerjungfrau von 1976, Die traurige Nixe mit der an Alexander Nikolajewitsch Skrjabin und Claude Debussy erinnernden Wassermusik, zeigt die Wasserwelt der Meeresbilder, den Gegensatz der Menschen- und Naturwelt und auch die Schönheit grünhaariger Nixenwasserwesen.
Kunstvoll schachtelt der ebenfalls 1976 entstandene Film über Die Prinzessin auf der Erbse verschiedene Andersen-Märchen-Motive ineinander, begleitet von Musik Antonio Vivaldis. Der Film Die elf Schwäne von 1988 veranschaulicht das Märchen-Gefühl des Mit-den-Schwänen-im-Sonnenuntergang-Fliegens, aber auch das Leiden des Brennnesselwebens. Das Zauberbildnis von 1997 aus einer russisch-chinesischen Coproduktion ist ein gelungenes Beispiel für bildlichen Film-Bezug auf chinesische Tuschzeichnung und natürlich wirkende künstlerische Gestaltung des Märchenwunders mit weiten Schneebildern und einer schlüssig durchdachten Geschichte. Die Ästhetik der russischen Märchenfilme ist insgesamt vielfach inspiriert von den Jugendstilillustrationen zu Märchen von dem russischen Künstler Iwan Jakowlewitsch Bilibin.

## Wirkungsgeschichte
Beim Märchenfilm im engeren Sinn handelt es sich um getreue Verfilmungen von klassischen Märchenerzählungen. Beim Märchenfilm im weiteren Sinn handelt es sich um Fantasyfilme für Kinder mit märchenhaften Charakter oder märchenhafter Grundlage. Oft sind die Grenzen zu anderen Filmgenres fließend oder es werden wie bei Märchenkomödien Genres gemischt.
Oft wurde der Märchenfilm als reiner Kinderfilm abgetan, doch zählt der Märchenfilm auch viele erwachsene Cineasten zu seinen Fans. Dies zeigt sich dadurch, dass es immer wieder auch reine Erwachsenenproduktionen gibt. Aber die Mehrzahl der Märchenfilme richtet sich an ein jüngeres Publikum. Ihm geht es da vergleichbar, wie seinem Inhalt und seiner Grundlage, den Märchen, die zuerst eine Literaturgattung für Erwachsene waren und heute fast ausschließlich in den Regalen für Kinder- und Jugendliteratur zu finden sind.

### Märchenfilm und politische Propaganda
In einigen, allerdings immer weniger künstlerisch durchdachten Fällen diente der Märchenfilm gerade in sozialistischen Staaten des Kalten Krieges auch als Propagandainstrument. In einer entsprechenden banalisierenden Schwarz-Weiß-Malerei wurden zum Beispiel dann die Helden als Arbeiterideale (etwa in Das tapfere Schneiderlein – DEFA) oder der Kapitalismus als verwerflich dargestellt (zum Beispiel Schlaraffenland).
Dies gilt allerdings bei den, im Folgenden aufgelisteten Filmen nur für einige, wenige frühe Märchenfilme der DEFA. Der tschechische Märchenfilm insbesondere hat sich in keinem Fall auf solche Weise instrumentalisieren lassen. Hier geht es immer um allgemeinere Fragen des Menschlichen und Märchenhaften. Der tschechische und der sowjetisch-russische Märchenfilm haben in einer bis dahin ungekannten Fülle als Literaturverfilmung und als Kunstfilm eine Blüte erreicht, die bis dahin für den Märchenfilm nur bei Jean Cocteau und bei Jean Renoir möglich war. Märchenstoffe sind nicht an Nationen oder Völker gebunden. Sie haben immer eine lange universelle Erzähltradition: Der Märchenfilm als Kunstfilm ist immer ein Weltmärchenfilm.